# Risperidona
La risperidona és un antipsicòtic atípic indicat per a tractar l'esquizofrènia i el trastorn bipolar. Es pren per via oral o per injecció (subcutània o intramuscular). Les versions injectables són d'acció prolongada i duren entre 2 i 4 setmanes.
Els efectes secundaris comuns inclouen trastorn del moviment, somnolència, marejos, problemes de visió, restrenyiment i augment de pes. Els efectes secundaris greus poden incloure el trastorn del moviment potencialment permanent, la discinèsia tardana, així com la síndrome neurolèptica maligna, un augment del risc de suïcidi i sucre en la sang elevat. En persones grans amb psicosi com a resultat de la demència, pot augmentar el risc de mort. Es desconeix si és segur per al seu ús durant l'embaràs. El seu mecanisme d'acció no està del tot clar, però es creu que està relacionat amb la seva acció com a antagonista dels receptors de dopamina i serotonina.
Està comercialitzada a Espanya com a EFG, Arketin, Okedi, Risperdal.